# Kim Young-sam
Kim Young-sam, född 20 december 1927 i Geoje, Södra Gyeongsang, död 22 november 2015 i Seoul, var Sydkoreas president mellan 1993 och 1998, och landets andra demokratiskt valda president efter ett par decenniers diktatur under Park Chung-hee och Chun Doo-hwan, och den första civila presidenten, utan förflutet i den föregående militäranknutna regeringen. Hans presidentperiod kännetecknades av antikorruptionsarbete och en internationaliseringspolitik kallad segyehwa. Han representerade det konservativa Hannarapartiet.
Kim efterträddes efter en mandatperiod av Kim Dae-jung.